# 科西莫·安东内利
科西莫·安东内利（義大利語：Cosimo Antonelli，1925年7月23日—2014年1月16日），意大利前男子水球运动员。他曾代表意大利国家队参加1956年夏季奥林匹克运动会水球比赛，结果获得第四名。